# Juliana de Norwich
Juliana de Norwich (Norwich, Norfolk, Anglaterra, c. 8 de novembre de 1342 – c. 1416) fou una religiosa anglesa, mística i autora de les Revelacions de l'amor de Déu, una de les grans obres de la prosa medieval anglesa. És venerada com a santa a l'anglicanisme i a les esglésies luteranes, i com a beata per l'Església catòlica.

## Biografia
Se sap molt poc de la seva vida. Va néixer en 1342 a Norwich (Norfolk) i se sap que encara vivia en 1416, quan tenia 73 anys. No se sap del cert com fou batejada: el nom "Juliana" era un nom de religió en homenatge al sant titular de l'església de Saint Julian, de Norwich, on fou ancorita, eremita reclosa en una cel·la vora l'església, dedicada a la vida contemplativa.
Tampoc no se sap si havia estat monja o religiosa al convent veí, o si era una laica. Cap als trenta anys, va tenir una greu malaltia i tingué una sèrie de visions místiques de Jesucrist, on li feu revelacions. Les visions acabaren quan se'n guarí, el 13 de maig de 1373. Durant aquesta experiència vivia a casa seva; alguns estudiosos pensen que era soltera o vídua, ja que mai no esmenta un marit o una família, o que podria haver perdut els seus parents en una recent epidèmia.
Immediatament després, Juliana escrigué aquestes revelacions, donant lloc a l'anomenat Text breu. Uns vint o trenta anys després tornà a redactar-les, afegint-hi explicacions teològiques, fent el Text llargt. A partir d'aquestes visions rdactà la seva gran obra Revelacions de l'amor diví cap al 1393, obra de gran contingut místic i teològic, a més d'una alta qualitat literària; és el primer text escrit en anglès per una dona (o almenys per una dona de la que se'n sap el nom).
Esdevingué una autoritat espiritual i rebia visites de persones que en buscaven consell, com la mística Margery Kempe, que anà a Norwich només per parlar amb ella.

## LesRevelacions de l'amor diví
Les Revelacions destaquen per la claredat i profunditat de les visions de Déu que narra l'autora. El text breu fou acabat cap al 1413 i se'n conserven diversos exemplars manuscrits contemporanis. És possible que el cardenal Adam Easton, benedictí de Norwich, fos el director espiritual de Juliana, i potser l'editor del Text llarg de les revelacions. La primera edició impresa es publicà en 1670, però l'obra no assolí la seva difusió actual fins al segle xx, a partir de les edicions de mitjan segle xix i, especialment, la de 1901 de Grace Warrack. Avui, Juliana de Norwich és reconeguda com una de les principals autores místiques medievals.

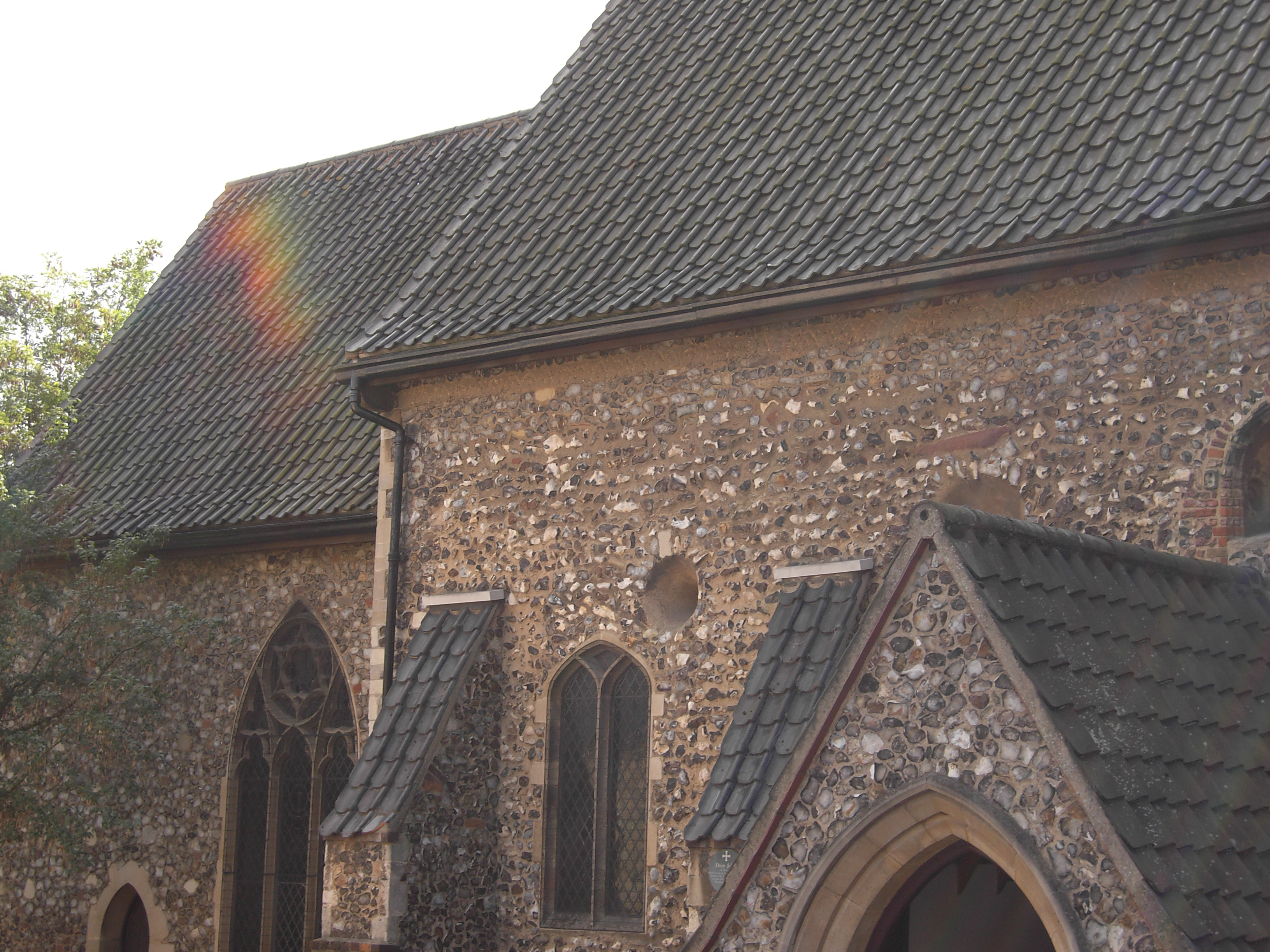
Església de St. Julian de Norwich en l'actualitat
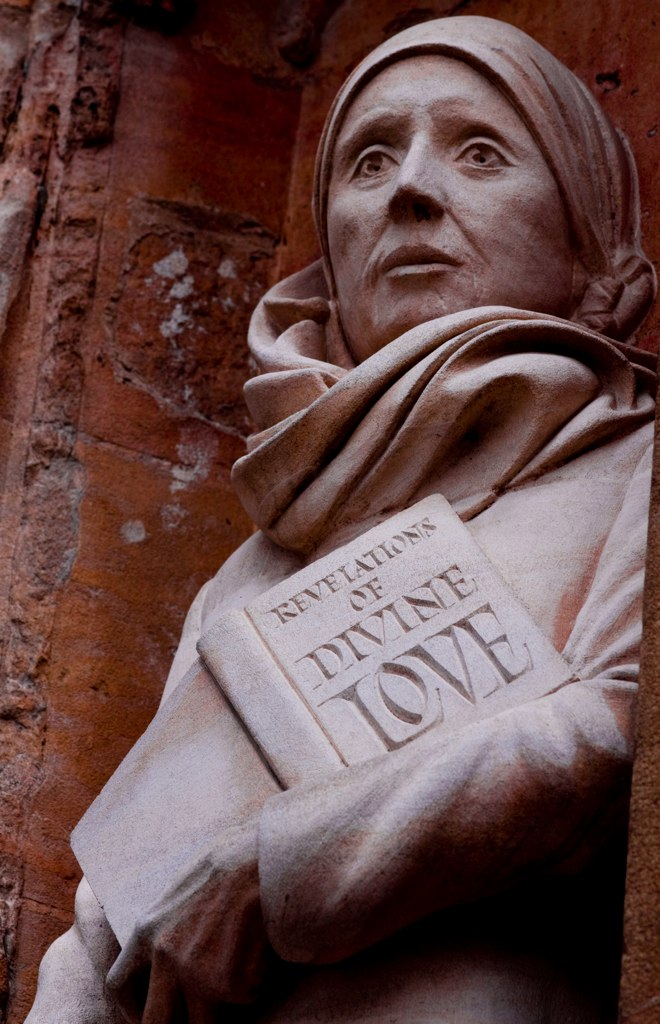
Escultura de la santa a l'abadia de Westminster
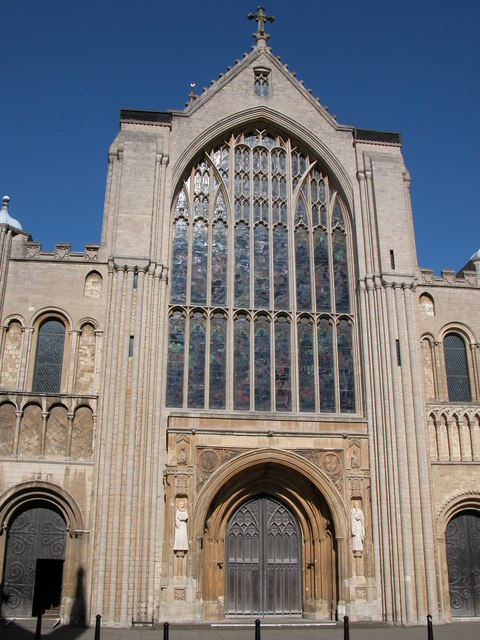
Catedral de Norwich, portalada occidental: a l'esquerra, escultura de Juliana, instal·lada al s. XX.

### Pensament teològic
Juliana presenta una teologia optimista, on l'amor de Déu és alegre i compassiu. El sofriment no és un càstig diví, que era la consideració habitual llavors; al contrari, Déu vol que tothom se salvi i Juliana la misericòrdia divina conduirà a la reconciliació universal. Darrere de la idea de l'Infern hi ha un misteri major de l'amor diví.
Malgrat que el seu pensament no era ortodox, les autoritats eclesiàstiques no la qüestionaren ni n'impediren la difusió, probablement per la seva condició d'anacoreta i dona, que no faria que fos molt considerada. Entre les "novetats" que presenta hi ha la seva visió del pecat com a necessari perquè implica l'autoconeixement i l'acceptació del paper de Déu, la creença que Déu és tot amor i en cap cas ira ni càstig, i la seva consideració de Crist com a mare: segons Juliana, Déu és alhora pare i mare de la humanitat, i sovint s'hi refereix en femení. Aquesta idea del Déu maternal ja l'havia desenvolupat Francesc d'Assís i ha tingut gran influència en alguns moviments de teologia feminista des del segle xx.
Així, en la revelació XIV, Juliana, en parlar de la Santíssima Trinitat, compara Jesús a la mare d'una família, sàvia, que estima els seus i és plenament misericordiosa amb ells, lliurant-s'hi. Per tant, Déu és alhora pare i mare. Mentre que alguns estudiosos interpreten l'afirmació com a metafòrica, altres pensen que Juliana ho diu literalment; Juliana considera que el paper de la mare és el més elevat de tots els que pot desenvolupar una persona, i parla del vincle entre mare i fill com l'única relació terrenal que es pot aproximar a la relació amb Jesús. D'altra banda, Déu és creador, com ho és una mare, i té cura de la natura i la humanitat, com una mare també.
Pel que fa a la seva concepció del pecat, sostenia que els homes pequen per ignorància i ingenuïtat, no per maldat, que era la postura oficial de l'Església en aquell moment. Juliana pensa que per aprendre, una persona ha de caure primer i, per tant, pecar: el pecat és, doncs, un mitjà de coneixement i d'apropament a Déu, ja que el dolor provocat pel pecat ens recorda el dolor de la Passió de Crist.
La teologia de Juliana es resumeix en la frase que deia que Déu li digué en una revelació: "Tot anirà bé, i tot anirà bé, i totes les coses aniran bé". ("All shall be well, and all shall be well, and all manner of thing shall be well").

## Veneració
L'Església d'Anglaterra la considera santa amb el títol de Mestre Espiritual, amb festa el 8 de maig, una de les dates en què acaben les revelacions que tingué segons alguns càlculs. Les esglésies luteranes la inclouen al seu calendari litúrgic el 8 de maig, com a commemoració i amb el títol de Renovadora de l'Església. L'Església catòlica la venera com a beata, tot i que mai no ha estat beatificada oficialment ni li ha retut culte, i el calendari en marca la festivitat el 13 de maig, l'altra data possible del final de la seva malaltia i revelacions.